# Vlag van Oezbekistan
De vlag van Oezbekistan werd aangenomen op 18 november 1991. De vlag bestaat uit drie horizontale banen in de kleuren blauw, wit en groen die gescheiden worden door smalle rode banen. In de bovenste baan staan een witte halve maan en twaalf witte sterren.

## Symboliek
Over de symboliek van de kleuren en elementen in de vlag zijn verschillende verklaringen bekend:
- De twaalf sterren staan voor de twaalf provincies van Oezbekistan. De blauwe streep vertegenwoordigt de lucht, de witte rechtvaardigheid en de groene gastvrijheid. De twee rode strepen staan voor kracht. De halve maan vertegenwoordigt ofwel de terugkomst van het land op het internationale toneel nadat het lange tijd bij de Sovjet-Unie hoorde, ofwel de islamitische religie.
- De twaalf sterren vertegenwoordigen de twaalf maanden, de witte streep staat voor de katoenteelt en de halve maan de islam.
- De blauwe streep vertegenwoordigt het water, wit de vrede en groen de natuur van Oezbekistan. De rode lijnen staan voor de levenskracht die de andere banen verbindt.
- De kleur turkoois - de naam zegt het al - wordt doorgaans ook aangemerkt als de traditionele kleur van de Turkse volkeren uit de oudheid zoals dat ook in de vlaggen van Azerbeidzjan en Kazachstan het geval is. Deze kleur zou de pre-islamitische god van de Turken, namelijk Goktengri symboliseren.

De halve maan toont ook een connectie met de vlag van Turkije. Oezbeken worden tot de Turkse volkeren gerekend.

Constructie van de vlag

## Historische vlaggen
De vlag van de SSR Oezbekistan werd aangenomen op 29 augustus 1952. Het blauw in de vlag staat voor de lucht, het wit voor de katoenteelt, de rode kleur voor de revolutionaire strijd, de hamer en sikkel voor de broederschap van boeren en arbeiders en de rode ster voor het proletariaat.
Tussen 1940 en 1952 was een andere vlag in gebruik, die bestond uit een egaal rood veld met in de linkerbovenhoek (in gouden letters) de naam van het land in het cyrillische Oezbeeks (Ўзбекистон ССР) en Russisch (Узбекская ССР).
Tussen 1937 en 1940 was de vlag hetzelfde als die van na 1940, maar dan met de naam van het land in Latijns schrift (OZBEKISTAN SSR).
Tussen 1931 en 1937 was de vlag hetzelfde als die van 1937 en 1940, maar dan met de naam van het land in de Latijnse karakters OzbSC en de Cyrillische karakters УзССР.
Tussen 1926 en 1931 was de vlag hetzelfde als die van 1931, maar stond de naam van het land er ook in het Tadzjieks.
De eerste vlag van de SSR Oezbekistan werd gehesen op 22 juli 1925. Deze was rood met de naam van het land in het Arabisch in de linkerbovenhoek plus de Cyrillische karakters УзССР (beide in gouden letters).
De SSR Buchara bestond van 1921 tot 1924 en is daarna bij de SSR Oezbekistan gevoegd. In de vlag van Buchara zijn zowel islamitische (groene kleur, halve maan) als communistische (rode kleur, hamer en sikkel) elementen te herkennen.

Volksrepubliek Boechara, 23 september 1921 - 19 september 1924
22 juli 1925 – 1927
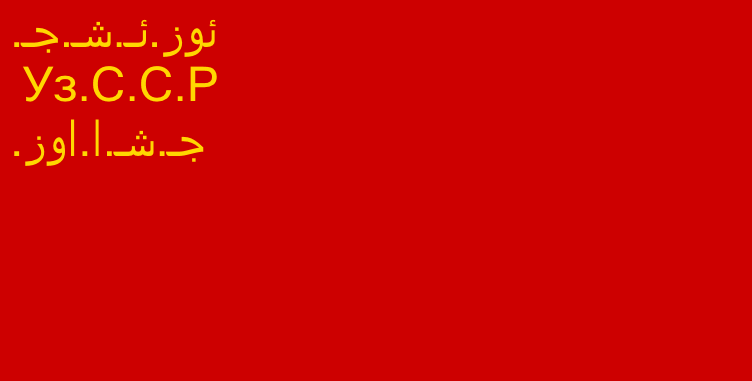
1927 – 9 mei 1929
9 mei 1929 – 28 februari 1931
28 februari 1931 – 1934
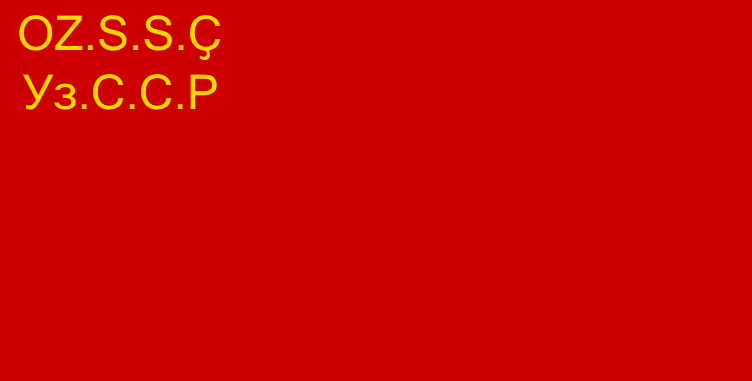
1934 – 1935
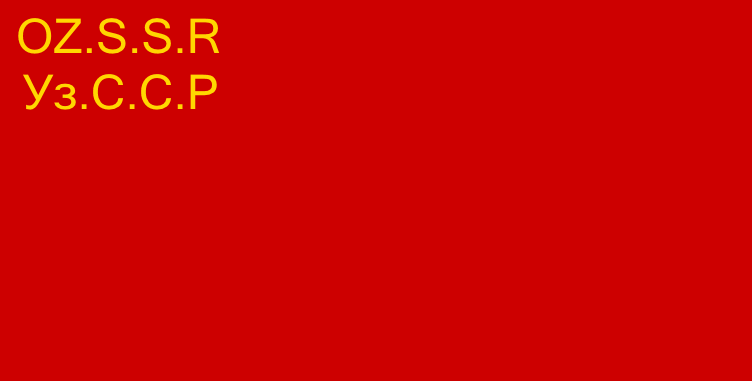
1935 – 14 februari 1937
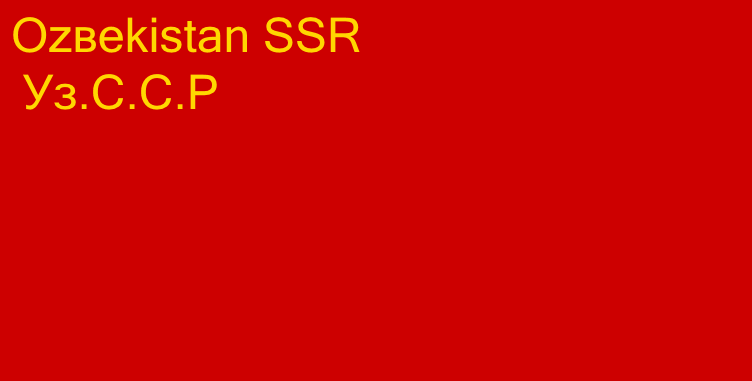
14 februari 1937 – 23 juli 1938
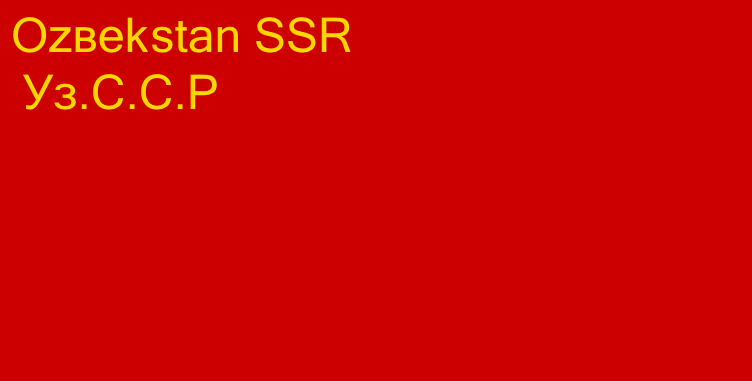
23 juli 1938 – 1939
1939 – 16 januari 1941
16 januari 1941 – 29 augustus 1952
29 augustus 1952 – 18 november 1991
18 november 1991 – heden